# Жан-Філіп Матета
Жан-Філіп Матета (фр. Jean-Philippe Mateta, нар. 28 червня 1997, Кламар) — французький футболіст, нападник клубу «Крістал Пелес».
Виступав, зокрема, за клуб «Ліон», а також юнацьку збірну Франції.

## Клубна кар'єра
Народився 28 червня 1997 року в місті Кламар. Вихованець юнацьких команд футбольних клубів «Олімпік Севран», «Севран», «Дрансі» та «Шатору».
У дорослому футболі дебютував 2014 року виступами за команду клубу «Шатору Б», в якій провів один сезон, взявши участь у 13 матчах чемпіонату. 
Згодом з 2015 по 2017 рік грав у складі команд клубів «Шатору» та «Олімпік-2» (Ліон). Знаходячись в Ліоні двічі зіграв у складі головної команди клубу «Ліон».
Протягом 2017—2018 років на правах оренди захищав кольори команди клубу «Гавр».
До складу клубу «Майнц 05» приєднався 2018 року. За три сезони відіграв за клуб з Майнца 67 матчів у національному чемпіонаті.
21 січня 2021 на правах оренди перейшов до англійського клубу «Крістал Пелес». Повідомляється, що «Крістал Пелас» заплатив 3 мільйони євро та забезпечив можливість підписати повноцінний контракт з гравцем доплативши ще 15 мільйонів євро.
29 серпня 2023 року Жан-Філіп відзначився першим хет-триком в складі «Крістал Пелес» в переможній грі 4–2 Кубка Футбольної ліги 2023—24 проти клубу «Плімут Аргайл».
У квітні 2024 року Матета відзначився дублями в матчах проти «Вест Гем Юнайтед» та «Ньюкасл Юнайтед», пізніше він був номінований на Гравця місяця Прем'єр-ліги вперше в своїй кар'єрі. 19 травня француз забив перший хет-трик в Прем’єр-лізі в переможній грі 5–0 проти «Астон Вілли». За підсумками сезону він став найкращим бомбардиром клубу маючи в активі 16 голів.

## Виступи за збірну
2017 року дебютував у складі юнацької збірної Франції, взяв участь у 3 іграх на юнацькому рівні, відзначившись одним забитим голом.
З 2018 по 2019 захищав кольори молодіжної збірної Франції в складі, якої провів 11 матчів та забив два голи.
У 2024 році на Олімпійських іграх в Парижі став срібним призером у складі оліміпйської збірної Франції, забивши пенальті у фінальній грі.

## Статистика виступів

### Статистика клубних виступів
Станом на 7 грудня 2024
| Команда                | Сезон             | Ліга                   | Ліга | Ліга  | Національний кубок | Національний кубок | Кубок ліги | Кубок ліги | Усього | Усього |
| Команда                | Сезон             | Дивізіон               | Ігор | Голів | Ігор               | Голів              | Ігор       | Голів      | Ігор   | Голів  |
| ---------------------- | ----------------- | ---------------------- | ---- | ----- | ------------------ | ------------------ | ---------- | ---------- | ------ | ------ |
| «Шатору»               | 2015–16           | Національний чемпіонат | 22   | 11    | 0                  | 0                  | 0          | 0          | 22     | 11     |
| «Шатору»               | 2016–17           | Національний чемпіонат | 4    | 2     | 0                  | 0                  | 1          | 3          | 5      | 5      |
| «Шатору»               | Разом             | Разом                  | 26   | 13    | 0                  | 0                  | 1          | 3          | 27     | 16     |
| «Ліон»                 | 2016–17           | Ліга 1                 | 2    | 0     | 1                  | 0                  | 0          | 0          | 3      | 0      |
| «Гавр» (оренда)        | 2017–18           | Ліга 2                 | 37   | 19    | 1                  | 1                  | 0          | 0          | 38     | 20     |
| Майнц 05               | 2018–19           | Бундесліга             | 34   | 14    | 2                  | 0                  | —          | —          | 36     | 14     |
| Майнц 05               | 2019–20           | Бундесліга             | 18   | 3     | 0                  | 0                  | —          | —          | 18     | 3      |
| Майнц 05               | 2020–21           | Бундесліга             | 15   | 7     | 2                  | 3                  | —          | —          | 17     | 10     |
| Майнц 05               | Разом             | Разом                  | 67   | 24    | 4                  | 3                  | —          | —          | 71     | 27     |
| Крістал Пелес (оренда) | 2020–21           | Прем'єр-ліга           | 7    | 1     | —                  | —                  | —          | —          | 7      | 1      |
| Крістал Пелес          | 2021–22           | Прем'єр-ліга           | 22   | 5     | 5                  | 2                  | 1          | 0          | 28     | 7      |
| Крістал Пелес          | 2022–23           | Прем'єр-ліга           | 29   | 2     | 1                  | 0                  | 2          | 0          | 32     | 2      |
| Крістал Пелес          | 2023–24           | Прем'єр-ліга           | 35   | 16    | 2                  | 0                  | 2          | 3          | 39     | 19     |
| Крістал Пелес          | 2024–25           | Прем'єр-ліга           | 15   | 4     | 0                  | 0                  | 3          | 2          | 18     | 6      |
| Крістал Пелес          | Разом             | Разом                  | 108  | 28    | 8                  | 2                  | 8          | 5          | 124    | 35     |
| Усього за кар'єру      | Усього за кар'єру | Усього за кар'єру      | 240  | 84    | 14                 | 6                  | 8          | 6          | 262    | 98     |

## Титули і досягнення
- Володар Кубка Англії (1):

«Крістал Пелес»: 2024-25
- Володар Суперкубка Англії (1):

«Крістал Пелес»: 2025
Олімпійська збірна Франції
- Срібні медалі Олімпійських ігр 2024[10]